# Ori and the Will of the Wisps
Ori and the Will of the Wisps (з англ. «Орі та Мандрівні вогні») — відеогра в жанрі платформера, розроблена студією Moon Studios для персональних комп'ютерів під керуваннямWindows й ігрової консолі Xbox One. Продовження гри 2015 року Ori and the Blind Forest. Про розробку гри було оголошено на виставці Electronic Entertainment Expo 2017. Її вихід гри для платформ Xbox One і Windows відбувся 11 березня 2020 року. Випуск для Nintendo Switch відбувся 17 вересня 2020 року, а для Xbox Series X 10 листопада 2020 року.

## Назва
Назва гри «Ori and the Will of the Wisps» являє собою гру слів. В англійській мові існує слово «will-o'-the-wisp», що має значення «блукаючий вогонь», яке також може позначати примарну мрію, оманливу надію. Водночас в назві гри це поєднання написано окремо, що може бути перекладено, як «воля вогників, бажання вогників, заповіт вогників», що натякає на кінцівку гри.

## Ігровий процес
Як і попередня гра, Ori and the Will of the Wisps є двовимірним платформером з тривимірними елементами. Головний персонаж ім'я Орі — казкова істота, що подорожує рівнями, вирішуючи головоломки та знищуючи ворогів. Орі володіє запасом зарядів життя та енергії для заклять. Для придбання вдосконалень слугують очки світла, що випадають з переможених ворогів, або сховані в потаємних місцях. На відміну від Ori and the Blind Forest, тут відсутня система «духовного зв'язку», що дозволяла гравцям зберігатися в будь-якому безпечному місці. Тепер гра зберігається автоматично в контрольних точках. Для швидкого перенесення між уже відвіданими рівнями використовуються «криниці духів», де також поповнюється здоров'я та енергія.
У Will of the Wisps з'явилися нові заклинання, навички і «примарна зброя», а механіка бою стала динамічнішою. Орі може екіпірувати декілька навичок, кількість використовуваних одночасно можна збільшити, виконавши випробування в спеціальних святилищах. Заклинання, навички та зброя отримуються як винагорода за завершення завдань або купуються та вдосконалюються в деяких персонажів за світло. Три заклинання або зброї можна призначити для швидкого доступу через окреме колове меню.
Орі може плавати під водою, але лише доти, поки вистачить запасу повітря. Також ця істота здатна літати у потоках висхідного повітря (які піднімаються, наприклад, від вогню) та, після отримання за сюжетом відповідної навички, зариватися в пісок. З попередньої гри збереглися здатність відштовхуватися від спеціальних сяйливих квітів і ворожих пострілів, а також повзати по блакитному моху, що вкриває стіни та стелі. Крім того з'явилася можливість хапатися чарівним батогом за предмети, щоб підтягнутися до них.
Завдання у Will of the Wisps поділяються на основні та додаткові, що спонукають повертатися на відвідані раніше рівні. Чарівна руда, схована в потаємних місцях, використовується для розбудови житла персонажів-помічників і усунення перешкод на рівнях. Окремий тип завдань складають перегони, де потрібно вкластися в ліміт часу, пройшовши частину рівня. Винагородою слугує велика сума очок світла.

## Сюжет
Історія починається одразу після фіналу Ori and the Blind Forest. З останнього яйця сови Куро вилуплюється пташеня, яке Орі, Нару і Гумон називають Ку. Вони виховують совеня як частину своєї родини. Ку сумує через те, що не може літати, бо йому бракує пір'їни. Орі знаходить пір'їну Куро, а Гумон прилаштовує її на крило. Тоді Ку з Орі вирушають у політ, але опинившись далеко над лісом Нівен, потрапляють у бурю та падають.
Орі опиняється на самоті в лісі, де тікає від вовка і відганяє його вогнем. Потім дістається до Кволока, жаби, що наглядає за Чорнильними болотами, і знайомиться з мокі — звірятами, котрі населяють Нівен. Кволок розповідає Орі, що Ку треба шукати в Тихому лісі, колишньому домі мокі, зруйнованому гниттям. Шлях туди закритий отруєною водою, а щоб очистити її, Орі потрібно відновити рух водяних коліс. Кволок дає Орі мандрівний вогник, Голос лісу, щоб спрямовувати його в подорожі. Тим часом Нару і Гумон на човні пливуть у Нівен шукати Орі й Ку. Вигнавши злого Духа смороду з водяних коліс, Орі очищує воду. Далі він воз'єднується з Ку в спустошеній місцині, але обоє стикаються з Лемент (англ. Shriek) — потворною злою совою. Ку проносить Орі на своїй спині подалі, проте Лемент вислідковує їх і вбиває Ку.
Мокі влаштовують Ку похорони. Засмучений цим Кволок пояснює, що Ку може оживити Верба духів, але її чарівне світло колись розділилося на п'ять мандрівних вогнів. Відтоді Нівен став занепадати й загнивати, що вбило духів-охоронців Верби та батьків Лемент. Кволок доручає Орі розшукати мандрівні вогні: Пам'ять, Очі, Силу та Серце Лісу, і об'єднати їх із Голосом. В їхніх пошуках Орі подорожує чотирма місцевостями. Кволок теж покидає своє болото, щоб допомогти Орі знайти один з вогнів, але Дух смороду зливається з жабою. Орі звільняє Кволока від контролю духа, але той вже надто слабкий і перед смертю просить Орі відродити Нівен замість нього.
Орі шукає вогні, отямлює від дурману гниття павучиху Мору та пробуджує ведмедя Баура. Від Баура він дізнається, що Лемент народилася не такою, як усі сови (вона ходить на крилах) і прийшла до решти свого народу, але дорослі сови прогнали її. Це зробило Лемент безсердечною. Зрештою Орі знаходить усі п'ять вогнів і подорожує руїнами, де Голос лісу показує, що світло вічне, але його вмістилище, Верба духів, старіє і відроджується. Орі об'єднує вогні в духа світла на ім'я Сеїр та вирушає до залишків Верби духів.
Щоб доставити Сеїра в центр дерева, Орі доводиться знищити декілька розкиданих на його гілках гнилісних наростів. Він також може перемогти охоплений силою гниття Вербовий камінь, який є необов'язковим босом гри. Сеїр оживляє дерево, проте воно повідомляє Орі, що надто старе, аби втримати в собі Сеїра. Воно пояснює, що для відновлення лісу Орі повинен прийняти Сеїра в себе, але тоді його звичне життя закінчиться. Несподівано з'являється Лемент і забирає Сеїра. Орі перемагає сову, що повертається в Тихий ліс, де помирає та же, де її батьки.
Орі зливається з Сеїром, зцілюючи Нівен і оживляючи Ку, свідками чого стають Нару і Гумон. Ку, Нару і Гумон знаходять на тому місці росток нової Верби духів. Вони допомагають дереву рости, а воно розповідає свою історію. Згодом дерево виростає повністю і з нього падає листок, який стає новим духом-охоронцем, як Орі.

## Розробка
Про розробку гри було офіційно оголошено під час виставки Electronic Entertainment Expo 2017 11 червня 2017 року — був випущений дебютний трейлер. У ньому були показані нові локації, а також Орі з совеням — останнім дитинчам сови Куро з попередньої гри. Гарет Кокер, який виступав під час показу гри на E3, також анонсував, що стане композитором і для нової частини. Провідні розробники з Moon Studios Геннадій Король і Томас Малер сказали, що вся команда підходить до створення гри з «божевільної педантичністю» і що дебютний трейлер прокрутили близько 2000 раз під час його підготовки і полірування. На E3 2018 показали трейлер ігрового процесу, що демонструє нові можливості Орі й ворожих персонажів, включаючи можливого головного антагоніста гри. 11 червня 2018 показали 14-хвилинний геймплей гри. 26 лютого 2020 року показали 20-ти хвилинний геймплей гри.
Випуск гри для платформ Xbox One і Windows відбувся 11 березня 2020 року. Випуск гри для Nintendo Switch відбувся 17 вересня 2020 року. Розробники додатково анонсували, що випуск гри для Xbox Series X відбудеться в кінці року.

## Відгуки та критика
| Агрегатор  | Оцінка                             |
| ---------- | ---------------------------------- |
| Metacritic | PC: 88/100 XONE: 90/100 NS: 93/100 |

| Видання                   | Оцінка |
| ------------------------- | ------ |
| Destructoid               | 9.5/10 |
| Electronic Gaming Monthly | [ 20 ] |
| Game Informer             | 9.5/10 |
| GameRevolution            | [ 22 ] |
| GameSpot                  | 8/10   |
| GamesRadar+               | [ 24 ] |
| IGN                       | 9/10   |
| PC Gamer (США)            | 81/100 |
| The Guardian              | [ 27 ] |
| VideoGamer.com            | 9/10   |

Ori and the Will of the Wisps зібрала на агрегаторі Metacritic 89 балів зі 100 у версії для ПК, 90/100 для Xbox One та для Nintendo Switch 93/100.
Ендрю Рейнер з Game Informer писав, що у гри винятково детальна графіка та анімація, вдалий підбір звуків і музики. Зазначалося, що бої вимагають точного врахування рухів ворогів і в гри високий потенціал до перегравання. «Історія фантастична, світ захопливий, і все це блідне в порівнянні з чудово зробленим ігровим процесом, який підноситься і як платформер, і як бойова гра. Moon Studios перевершила себе з Will of the Wisps, надаючи досвід, який ніколи не присипляє, змушує гравця відчувати себе розумно і дедалі кращає на ходу».
Згідно з вердиктом Брендіна Тюрелла з IGN, «В Ori and the Will of the Wisps Moon Studios взяла чудову основу і ще краще її використала. Її численні нові елементи розширюють та додають задоволення від першої гри, не заплутуючи її та не ускладнюючи. І це справді найкраща похвала, яку ви можете дати продовженню — воно залишається вірним духу оригіналу, подвоює те, що зробило його чудовим, і дає вам більше цікавинок у світі та можливостей для досліджень. Ori and the Will of the Wisps — чудове продовження, яке підносить серіал до нових висот».
Остін Вуд на GamesRadar+ вказував на те, що гра емоційна та відмінно виглядає і грається, розвиваючи ідеї попередниці. Втім, попри велику кількість навичок Орі, деякі з них очевидно корисніші за інші. Також, бої з часом стають все легшими, хоча бої з босами доречно пожвавлюють гру та вимагають використовувати вміння по максимуму. В цілому «Це один з найкращих коли-небудь створених платформерів, і він легко стає кандидатом на гру року. Якщо вам сподобалася перша гра, то вам сподобається і ця».